# Кривавий струмок
«Кривавий струмок» (англ. Blood Creek) — фільм жахів Джоеля Шумахера. Сценарій фільму написав Дейв Кайганіч. Головні ролі у фільмі виконують Домінік Перселл і Генрі Кевілл, які грають братів, що вирішили відімстити за те що їх спіймали для використання в страшному окультному експерименті, що відносяться до Третього Рейху. Фільм вийшов у 2009 році.

## Анотація
У 30-ті роки XX століття в найближчому оточенні Гітлера було створено товариство, метою якого було вивчення окультних наук. Розіслані Гітлером агенти шукали старовинні артефакти, які могли вказати шлях до безсмертя. Одними з таких артефактів були так звані Рунні Камені. Вони були знайдені… Але чи не можуть відголоски тих подій вилитися в катастрофу в наші дні?

## У ролях
| Актор             | Роль               |
| ----------------- | ------------------ |
| Домінік Перселл   | Віктор Алан Маршал |
| Генрі Кавілл      | Еван Маршалл       |
| Майкл Фассбендер  | Річард Вірт        |
| Емма Бут          | Ліз Фьоллнер       |
| Рейнер Вінкелфосс | Отто Фьоллнер      |
| Ласло Матрай      | Карл Фьоллнер      |
| Ши Вігхем         | Люк Бенні          |
| Лінн Коллінз      | Барб               |
| Вентворт Міллер   | німецький солдат   |

## Створення фільму
Робоча назва фільму була «Таун-Крік» (англ. Town Creek).